# Paris-Roubaix 1944
La 42e édition de la course cycliste Paris-Roubaix a eu lieu le 9 avril 1944 et a été remportée par le Belge Maurice Desimpelaere.

## Classement final
|    | Cycliste             | Équipe           | Temps           |
| -- | -------------------- | ---------------- | --------------- |
| 1  | Maurice Desimpelaere | Alcyon           | 6 h 09 min 57 s |
| 2  | Jules Rossi          | -                | m.t.            |
| 3  | Louis Thiétard       | Métropole-Dunlop | m.t.            |
| 4  | Raymond Goussot      | -                | m.t.            |
| 5  | Georges Claes        | Trialoux-Wolber  | m.t.            |
| 6  | Emiel Faignaert      | Michard          | m.t.            |
| 7  | Alvaro Giorgetti     | -                | m.t.            |
| 8  | Amédée Rolland       | -                | m.t.            |
| 9  | Manuel Huguet        | -                | m.t.            |
| 10 | Lucien Vlaemynck     | Alcyon           | m.t.            |